# 第五马其顿军团
第五马其顿军团（英語：Legio V Macedonica）古罗马军队建制名称。由盖乌斯·维比乌斯·潘撒·凯特洛尼亚努斯和奥古斯都（后来的罗马皇帝）等人于公元前43年所建立。该军团曾参加镇压犹太人起义并长期活动于西亚地区，具有重要地影响与积极意义。

## 扩展阅读
- livius.org account （页面存档备份，存于）
- E. Ritterling, Legio, RE XII, col. 1572-5
- Rumen Ivanov, Lixa Legionis V Macedonicae aus Oescus, ZPE 80, 1990, p. 131-136